# 30e armée (Japon)
La 30e armée (第30軍, Dai-san-jū gun) est une unité de l'armée impériale japonaise basée au Mandchoukouo et formée à la toute fin de la Seconde Guerre mondiale.

## Histoire
La 30e armée est créée le 30 juillet 1945 à Hsinking, la capitale du Mandchoukouo. Comme la situation militaire du Japon se détériore dramatiquement dans la guerre du Pacifique, l'armée impériale japonaise retire de plus en plus d'unités expérimentées du Mandchoukouo pour les envoyer sur d'autres fronts. Début 1945, l'armée japonaise du Guandong est en grande partie diminuée et les signes d'une accumulation de forces de l'armée rouge soviétique sur les frontières du Mengjiang et du Mandchoukouo sont alarmants. La 30e armée est affectée à la 3e armée régionale et basée dans le sud du Manschoukouo, mais elle n'est formée que quelques jours avant l'invasion soviétique de la Mandchourie et ses forces sont sous-armées et composées de recrues, de réservistes, et de miliciens civils sous-entraînées qui ne peuvent rien faire contre les divisions aguerries de l'armée rouge. Après un bref combat à Hsinking (durant lequel les restes de la garde impériale du Mandchoukouo font défection pour rejoindre le camp soviétique), la 30e armée se rend. La plupart des survivants sont faits prisonniers en Union soviétique et beaucoup d'entre eux meurent des difficiles conditions de détention en Sibérie.

## Commandement
|                   | Nom                             | De              | À            |
| ----------------- | ------------------------------- | --------------- | ------------ |
| Commandant        | Lieutenant-général Shōjirō Iida | 30 juillet 1945 | 15 août 1945 |
| Chef d'État-major | Major-général Michio Kato       | 29 juillet 1945 | 15 août 1945 |